# Giovan Carlo Tramontano
Giovan Carlo Tramontano (detto anche Gian Carlo o Giancarlo) (Sant'Anastasia, 20 ottobre 1451 – Matera, 29 dicembre 1514) è stato un conte italiano e viceré del Regno di Napoli.

## Biografia
Figlio del ricco banchiere Ottaviano, si distinse come spadaccino. Nel 1488 ottenne l'ufficio di mastro di zecca di Napoli e l'Aquila e fu membro del Parlamento generale del Regno di Napoli, istituzione aperta evidentemente ai più facoltosi.
Fu nelle grazie di tutti i sovrani aragonesi, a partire da Don Ferrante sino all'epilogo verificatosi sotto Ferdinando il Cattolico. Nel 1496, durante il regno di Ferdinando II, detto Ferrandino, richiese il governo di Matera, città del Regno che non era soggetta ad alcun vincolo feudale. Il sovrano subordinò la concessione del titolo di conte di Matera al consenso dei materani stessi. La decisione inizialmente negativa venne ribaltata da Tramontano tramite azioni corruttive e promesse, e il titolo venne ottenuto il 1º ottobre 1497.
Nei combattimenti contro i francesi di Carlo VIII di Francia fu preso prigioniero e perse il titolo. Ritornato a Napoli de plano, fu riconsiderato nelle grazie di Ferdinando il Cattolico tanto che durante un corteo, nelle strade di Napoli, fece erigere archi di trionfo nelle strade adiacenti. Fece altresì recapitare una collana di perle alla regina Isabella, moglie di Ferdinando. Riuscì quindi a farsi concedere nuovamente dal viceré di Napoli il titolo di conte di Matera e il governo della città.
Nel 1501 iniziò a far costruire sulla collina di Lapillo, una collinetta al di fuori delle mura cittadine che sovrasta il centro di Matera, un castello a scopo non tanto difensivo quanto piuttosto di controllo feudale del territorio. Seppure rimasto in parte incompiuto, esso porta comunque il nome di Castello Tramontano. A causa dei numerosi debiti contratti, il conte sottopose Matera ad una pesante tassazione, la quale gli valse la nomea di "tiranno" e portò poi al suo assassinio da parte di un complotto di cittadini materani il 29 dicembre 1514. Il commissario regio Giovanni Villani venne inviato per punire la città facendo impiccare quattro materani e imponendo diverse multe, che a loro volta provocarono nuove rivolte finché la città non ottenne l'indulto.

## Nella cultura di massa
Il commissario Villani scriverà una commedia prendendo spunto dalla vicenda intitolandola Il Conte di Matera, dalla quale verrà tratto l'omonimo film diretto da Luigi Capuano con Otello Toso e Virna Lisi, un film romanzato che non rispecchia realmente i fatti avvenuti.